# Hamish Carter
Hamish Clive Carter (Auckland, 28 de abril de 1971) es un deportista neozelandés que compitió en triatlón. 
Participó en los Juegos Olímpicos de Atenas 2004, obteniendo la medalla de oro en la prueba masculina individual.
Ganó tres medallas en el Campeonato Mundial de Triatlón entre los años 1993 y 2006, y tres medallas en el Campeonato de Oceanía de Triatlón entre los años 1999 y 2003. Además, obtuvo una medalla de oro en el Campeonato Mundial de Xterra Triatlón de 2006.

## Palmarés internacional
| Juegos Olímpicos      | Juegos Olímpicos           | Juegos Olímpicos  | Juegos Olímpicos |
| Año                   | Lugar                      | Medalla           | Prueba           |
| --------------------- | -------------------------- | ----------------- | ---------------- |
| 2004                  | Atenas (Grecia)            | Medalla de oro    | Individual       |
| Campeonato Mundial    |                            |                   |                  |
| Año                   | Lugar                      | Medalla           | Prueba           |
| 1993                  | Mánchester (Reino Unido)   | Medalla de bronce | Individual       |
| 1997                  | Perth (Australia)          | Medalla de plata  | Individual       |
| 2006                  | Lausana (Suiza)            | Medalla de plata  | Individual       |
| Campeonato de Oceanía |                            |                   |                  |
| Año                   | Lugar                      | Medalla           | Prueba           |
| 1999                  | Mooloolaba (Australia)     | Medalla de plata  | Individual       |
| 2002                  | Queenstown (Nueva Zelanda) | Medalla de oro    | Individual       |
| 2003                  | Queenstown (Nueva Zelanda) | Medalla de oro    | Individual       |

| Campeonato Mundial | Campeonato Mundial    | Campeonato Mundial | Campeonato Mundial |
| Año                | Lugar                 | Medalla            | Prueba             |
| ------------------ | --------------------- | ------------------ | ------------------ |
| 2006               | Maui (Estados Unidos) | Medalla de oro     | Individual         |